# Booker T. Washington
Booker Taliaferro Washington (5. dubna 1856 – 14. listopadu 1915) byl americký politik, pedagog a spisovatel, mezi roky 1890 a 1915 nejvýznamnější vůdce černochů v USA. Zastával umírněnou politiku, snažil se zamezit konfrontaci s bělošskou většinou a usiloval o dlouhodobé povznesení amerických černochů podporou jejich vzdělání a podnikání.